# Zassétxnoie
Zassétxnoie (Засечное en rus) - és un poble de l'óblast de Penza, a Rússia, que el 2015 tenia 10.906 habitants.